# Dicrocaulon
Dicrocaulon es un género con ocho especies de fanerógamas perteneciente a la familia Aizoaceae.

## Taxonomía
El género fue descrito por Nicholas Edward Brown y publicado en Journal of Botany, British and Foreign 66: 141. 1928. La especie tipo es: Dicrocaulon pearsonii N.E. Br. 
Etimología
Dicrocaulon: nombre genérico que deriva de las palabras griegas: "dicros" = tenedor y "caulon" = tallo.

## Especies aceptadas
A continuación se brinda un listado de las especies del género Dicrocaulon aceptadas hasta julio de 2011, ordenadas alfabéticamente. Para cada una se indica el nombre binomial seguido del autor, abreviado según las convenciones y usos.
- Dicrocaulon brevifolium N.E.Br.
- Dicrocaulon grandiflorum Ihlenf.
- Dicrocaulon humile N.E.Br.
- Dicrocaulon microstigma (L.Bolus) Ihlenf.
- Dicrocaulon nodosum (A.Berger) N.E.Br.
- Dicrocaulon ramulosum (L.Bolus) Ihlenf.
- Dicrocaulon spissum N.E.Br.
- Dicrocaulon trichotomum (Thunb.) N.E.Br.